# Michael Andrew Law
Michael Andrew Law (chinesisch: 羅卓睿; * 13. November 1982 in Hongkong als Law Cheuk Yui) ist ein zeitgenössischer Künstler, Maler, Filmproduzent, Kunsthändler und Inhaber der Galerie Michael Andrew Law in Hong Kong.

## Leben und Werk
Law studierte Malerei an der Central Academy of Fine Arts in Peking und bei dem New Yorker Maler Dan Anderson. 2008 bekam er Fördermittel von der Eco Association Ltd. Er war Mitbegründer des Nature Art Workshops. 2015 gründete er die Galerie Michael Andrew Law und 2016 die Michael Andrew Law Art School.

### Werke
Sein Frühwerk besteht hauptsächlich aus Comics, die in verschiedenen Publikationen wie der kirchlichen Zeitung Kung Kao Po veröffentlicht wurden. Er illustrierte eine katholische Kinderbibel und Gebetbücher.
Figurative Werke
Als Maler schuf Law an einer Reihe großformatiger, figurativer, surrealistisch wirkender Bilder. Humanity ist ein Ölgemälde, das Kinder auf einer Wiese unter einem Sternenhimmel auf Hong Kong Island zeigt.
Seine Werke wurden 2009 in der Avenue of Stars und in der Queen Victoria Street in Hong Kong ausgestellt.
Porträts
Law beschäftigte sich in seiner Karriere außer mit biblischen Themen mit den Porträts von Protagonisten der katholischen Kirche wie Papst Johannes Paul II, Papst Benedikt XVI. und Mutter Teresa.
Porträts für die David Lynch Foundation
Die Law-Ausstellung trägt den Titel From Unmanifest to Manifest in the Art of Hyper Pop Surrealism (Vom Unmanifest zum Manifest in der Kunst des Hyper-Pop-Surrealismus) und hilft, Spenden für die Wohltätigkeitsmission der David Lynch Foundation zu sammeln, die die Ausbreitung von Traumata und toxischem Stress unter gefährdeten Bevölkerungsgruppen überall auf der Welt mit den Methoden der Transzendentalen Meditation verringern sollen. Die Ausstellung enthält Porträts von Maharishi Mahesh Yogi, John Hagelin, David Lynch, Fred Travis und Bob Roth, CEO der David Lynch Foundation.

## Sammler
Fernandes Teresita Fernández, ehemaliges Mitglied der Federal Art Commission der Vereinigten Staaten, Theaster Gates, Direktor der Abteilung für Bildende Kunst an der Universität von Chicago, und Marilyn Minter, Direktorin der Abteilung für Masterstudiengänge an  der New York Academy of Visual Arts, sowie weitere Prominente, darunter die Künstler-Unternehmer Jeff Koons, Takashi Murakami und Tony Nader, zählen Laws Werke zu ihren Privatsammlungen. Er hat weltweit an Gruppenausstellungen teilgenommen, darunter der Art Basel Hong Kong. Law lebt und arbeitet derzeit mit seiner Partnerin Michelle Yu Ting-Yan in Hong Kong.

## Ausstellungen
- 2013  Ausstellung in der NatureArt Gallery, DeTour 2013[9]
- 2009  Ausstellung, The Avenue of Stars[7]
- 2007 Guest and Exhibition, The Peak Galleria, Hong Kong[10]
- 2007 Invited workshop Exhibition, Elements, Hong Kong
- 2006 Sammlung Cardinal Zen Ze-kiun, Ausstellung in der  Catholic Church of Hong Kong.
- 2004–2007 Ausstellung, Hong Kong Central Library
- 2005 Illustrator für Kung Kao Po
- 2004 Gruppenausstellung, Wanchai Tower
- 2003 Gruppenausstellung, Hong Kong Convention and Exhibition Centre
- 2003 Gewinner des I luv Hong Kong Painting Competition, Ausstellung im The Landmark (Hong Kong)

## Publikationen (Auswahl)
- CHINA: CONTEMPORARY PAINTING ISBN 978-88-89431-07-8
- International Contemporary Painting ISBN 978-88-89431-07-8
- Traditional & Contemporary Chinese Brush ISBN|1-903975-19-0
- A Tradition Redefined: Modern and Contemporary Chinese Ink Paintings from the Chu-tsing Li Collection ISBN 0-300-12672-7
- Michael Andrew Law, Pale Hair Girls Catalogue (Volume 1), 2014[11]
 Cheukyui Law, Michael Andrew Law,  Ausstellung catalogue, ISBN 978-1503372115
- iEgoism, Michael Andrew Law, XLIBRIS Essay, ISBN 978-1-49902124-0
- Chinese Contemporary Artist Full Coloured Edition , Michael Andrew Law Studio, Michael Andrew Law, 
Hong Kong Art Basel, Michael Andrew Law Studio, ISBN 978-1-5087-5894-5.
- Christmas Everyday 
Michael Andrew Law Studio, 
Michael Andrew Law ,
Studio Cheukyui, Florence Lawman Christmas Everyday,
 ISBN 978-150558392-2
- Conceptz on woods, 2015,Michael Andrew Law  Ausstellung Catalogue , Studio Cheukyui, Los Angeles, Michael Andrew Law, Michael Andrew Law – Conceptz on woods ISBN 978-1-511592086
- iEgoism Paintings, 2015, Michael Andrew Law  Ausstellung Catalogue Volume 3, Studio Cheukyui, Los Angeles, Michael Andrew Law, Michael Andrew Law – iEgoism Paintings
 ISBN 978-1-51159229-1